# ملکوم فوربز
ملکوم فوربز (انگلیسی: Malcolm Forbes; ۱۹ اوت ۱۹۱۹ – ۲۴ فوریهٔ ۱۹۹۰) کارآفرین و ناشر آمریکایی بود. او از اعضای خانواده فوربز، فرزند بی.سی. فوربز و پدر استیو فوربز می‌باشد. فوربز به عنوان ناشر مجله فوربز از حامیان سرمایه‌داری و بازار آزاد بود.